# Entwicklungszusammenarbeit Deutschlands
Die Entwicklungszusammenarbeit Deutschlands sind die Aktivitäten der deutschen Staaten im Ausland zur sozioökonomischen Entwicklung und allgemeinen Hebung des Lebensstandards in den Zielregionen, auch als Entwicklungshilfe bekannt.

## Ostdeutsche Entwicklungszusammenarbeit bis zur Wiedervereinigung
In der Zeit von 1973 bis 1990 betrug die Entwicklungszusammenarbeit 30,6 Mrd. DDR-Mark. 298.600 Menschen aus Entwicklungsländern erhielten in der DDR eine Berufsausbildung, während 28.100 Experten – Ärzte, Lehrer, Ingenieure – als Entwicklungshelfer in Entwicklungsländern tätig waren. Die DDR setzte 0,66 % ihres Bruttosozialprodukts für Entwicklungshilfe ein. Zur Koordinierung dieser Aktivitäten war das Solidaritätskomitee der DDR zuständig.
Es wurde nur sozialistischen Bruderländern geholfen, beispielsweise Mosambik, Angola, Guinea-Bissau, Kuba, Kapverden, Äthiopien, Tansania sowie São Tomé und Príncipe. Oft wurde als Gegenleistung kostenlos Waren in die DDR verschifft (Kaffee, Steinkohle etc.). Im Sprachgebrauch wurde die Entwicklungszusammenarbeit „Antiimperialistische Solidarität“ genannt. Auch FDJ-Brigaden wurden ins Ausland gesendet. Die DDR entsendete einige Tausend Militärberater nach Afrika, die beim Aufbau von Armee-, Geheimdienst- und Polizeistrukturen halfen. Bis Ende der 1970er Jahre lag die Motivation der DDR ganz überwiegend auf ideologischem Gebiet, danach war diese ökonomischer Natur.

## West-/Gesamtdeutsche Entwicklungszusammenarbeit
Am 14. November 1961 wurde das Bundesministerium für wirtschaftliche Zusammenarbeit in Bonn gegründet.
Zuvor lag die Verantwortung für die Entwicklungszusammenarbeit der Bundesrepublik bei verschiedenen, schon vorhandenen Ministerien und Abteilungen. Der Beitrag an Entwicklungszusammenarbeit bestand 1952 in einem finanziellen Beitrag zum „Erweiterten Beistandsprogramm der Vereinten Nationen“ und 1956 in einem ersten Fonds mit 50 Millionen DM für die Entwicklungszusammenarbeit.
Walter Scheel (FDP) wurde zum ersten Bundesminister für wirtschaftliche Zusammenarbeit vom Bundespräsidenten auf Vorschlag des damaligen Bundeskanzlers Konrad Adenauer (CDU) ernannt. Eine seiner ersten Aufgaben war, die Maßnahmen der Entwicklungszusammenarbeit zu bündeln und das Bundesministerium als solches auszurichten.
Zusammen mit der Gründung des Ministeriums erfolgten die Gründung und die staatliche Anerkennung der Träger der personellen Entwicklungsdienste. Nur die Christliche Fachkräfte International (CFI) wurden wesentlich später gegründet und anerkannt.
Anfangs war die Entwicklungszusammenarbeit ständigen Angriffen von rechts ausgesetzt. Sie wären "Fässer ohne Boden" und die Verschwendung von Steuergeldern. Wichtige Anregungen kamen aber auch von den Entwicklungsländern selber und führten rasch zu entsprechenden Reformen, wie zum Beispiel ermäßigten Konditionen für die Hilfskredite.
Ende der 60er-Jahre forderten Kirche und die revolutionierenden Studenten von "1968" eine wirkungsvollere und verstärkte Entwicklungszusammenarbeit. Der radikale Flügel unter den "68ern" griff dagegen die Entwicklungszusammenarbeit grundsätzlich an. Sie diene der Perpetuierung "neokolonialer Ausbeutung" und müsse "zerschlagen" werden. Erhard Eppler (SPD), vierter Entwicklungsminister von 1968 bis 1974, versuchte den gemäßigten Forderungen teilweise recht erfolgreich nachzukommen und konnte sich gegenüber den Ressorts anderer Ministerien durchsetzen wie 1972 in der Frage der Zuständigkeit für die Vergabe der Entwicklungshilfe. Nach der Erdölkrise 1973/74 wurde eine bereits beschlossene Steigerung des Etats der Entwicklungszusammenarbeit und damit eines der Hauptvorhaben Epplers zusammengestrichen. Aus Protest darüber trat er im Juli 1974 zurück. Dieser Schritt markierte den Schlusspunkt der grundsätzlichen sozialliberalen Reformbestrebungen im Bereich der Entwicklungspolitik.
Ab Mitte der 1970er Jahre wurde in der Entwicklungszusammenarbeit die Rolle der Frau verstärkt thematisiert. Im weiteren Verlauf setzte ein Umdenken ein. So gab man auf, den Partnerländern feste Ziele vorzuschreiben. Gleichzeitig wuchs das Bewusstsein, dass die Entwicklung in den ärmeren Ländern auch von Veränderungen in den Industrieländern abhängig ist. Von 1998 bis 2009 führte Heidemarie Wieczorek-Zeul (SPD), von 2009 bis 2013 Dirk Niebel (FDP) das Bundesministerium für wirtschaftliche Zusammenarbeit und Entwicklung. Gegenwärtig wird es seit 2021 von Svenja Schulze (SPD) geleitet. Der Etat der deutschen Entwicklungszusammenarbeit ist in den vergangenen Jahren nicht hinreichend gestiegen, um internationale Abkommen wie die MDGs oder den Gleneagles-Konsens der G8 fristgerecht erfüllen zu können. Der prozentuale Anteil am BIP, die so genannte Official-Development-Assistance-Quote, ist in den letzten Jahren kontinuierlich gestiegen. Die international vereinbarte Zielmarke einer Quote von 0,7 % wurde von Deutschland bislang aber nur in den Jahren 2016, 2020, 2021 und 2022 erreicht.

### Träger (Auswahl)

#### Finanzielle Zusammenarbeit
Die finanzielle Zusammenarbeit (FZ) bedeutet die Gewährung von Krediten zu günstigeren als den Marktbedingungen oder von Zuschüssen.
- Kreditanstalt für Wiederaufbau

#### Personelle Zusammenarbeit
Die personelle Zusammenarbeit beinhaltet die Entsendung von Entwicklungshelfern
- (Dachverband: Arbeitsgemeinschaft der Entwicklungsdienste (AGdD))
- (Dachverband: Netzwerk und Fachstelle für Internationale Personelle Zusammenarbeit (AKLHÜ))
- AGIAMONDO – getragen von katholischen Organisationen und Institutionen
- Deutsche Gesellschaft für Internationale Zusammenarbeit (GIZ) – getragen von der Bundesrepublik Deutschland
- Forum Ziviler Friedensdienst (forumZDF)
- Dienste in Übersee (DÜ) – getragen von evangelischen Organisationen und Institutionen, als Tochtergesellschaft des Evangelisches Werk für Diakonie und Entwicklung (EWDE)
- Christliche Fachkräfte International (CFI) – eingerichtet von der Arbeitsgemeinschaft evangelikaler Missionen in Verbindung mit der Deutschen Evangelischen Allianz
- Eirene (Friedensdienst)
- Weltfriedensdienst

#### Technische Zusammenarbeit
Die technische Zusammenarbeit besteht vor allem aus Beratungstätigkeiten in und für die Partnerländer, in begrenztem Umfang auch der Lieferung von Sachgütern, dem Erstellen von Anlagen sowie Studien und Gutachten. Sie wird überwiegend von der Deutsche Gesellschaft für Internationale Zusammenarbeit (GIZ) umgesetzt, die 2011 aus der Fusion der Gesellschaft für Technische Zusammenarbeit (GTZ), dem Deutschen Entwicklungsdienst (DED) und der Bildungsorganisation InWEnt – Internationale Weiterbildung und Entwicklung gGmbH hervorgegangen ist. Einige spezialisierte Leistungen werden zudem von der Bundesanstalt für Geowissenschaften und Rohstoffe (BGR) und der Physikalisch-Technischen Bundesanstalt (PTB) erbracht.